# Kubànskaia
Kubànskaia - Кубанская (rus) és una stanitsa del krai de Krasnodar, a Rússia. Es troba als vessants septentrionals del Caucas occidental, a la vora del riu Pxekha, a 16 km al nord d'Apxeronsk i a 73 km al sud-est de Krasnodar.
Pertanyen a aquesta stanitsa el poble de Vperiod, els khútors de Zaretxni, Kalínina i Malko; i el possiólok de Iérik.